# Biegi narciarskie na Zimowych Igrzyskach Paraolimpijskich 2014 – sztafeta mieszana 4 × 2,5 km
Zawody biegowe (sztafeta) na dystansie 4 × 2,5 kilometra dla mężczyzn i kobiet niedowidzących/niewidomych stojących oraz na wózkach odbyły się 15 marca o godz. 11:10 w Kompleksie narciarsko-biathlonowym „Łaura”.

## Finał
| Rk. | NR | Zawodnicy                                                                | Kraj              | Praca | Czas końcowy | Strata  |     |
| --- | -- | ------------------------------------------------------------------------ | ----------------- | ----- | ------------ | ------- | --- |
| 1.  | 8  | Swietłana Konowałowa Alena Kaufman Jelena Remizowa Nikołaj Poliukin      | Rosja             | 327%  | 27:35,6      | -       |     |
| 2.  | 3  | Helene Ripa Zebastian Modin                                              | Szwecja           | 322%  | 27:44,3      | +8,7    |     |
| 3.  | 7  | Mariann Marthinsen Nils-Erik Ulset Eirik Bye                             | Norwegia          | 329%  | 27:53,6      | +18,0   |     |
| 4.  | 6  | Julia Batenkowa Oksana Szyszkowa Anatolij Kowalewski Ołeksandra Kononowa | Ukraina           | 329%  | 28:09,1      | +33,5   |     |
| 5.  | 1  | Tino Uhlig Wilhelm Brem Andrea Eskau                                     | Niemcy            | 329%  | 28:22,8      | +47,2   |     |
| 6.  | 9  | Tatyana McFadden Jacob Adicoff                                           | Stany Zjednoczone | 328%  | 29:06,7      | +1:31,1 |     |
| 7.  | 4  | Shoko Ota Yoshihiro Nitta Kozo Kubo Momoko Dekijima                      | Japonia           | 330%  | 29:25,6      | +1:50,0 |     |
| 8.  | 5  | Larysa Warona Siarhiej Silczanka Ludmiła Wauczok Siarhiej Wałczunowich   | Białoruś          | 330%  | 29:27,9      | +1:52,3 |     |
| 9.  | 10 | Seo Vo-Ra-Mi Choi Bogue                                                  | Korea Południowa  | 320%  | 37:21,3      | +9:45,7 |     |
|     | 2  | Sebastien Fortier Robbi Weldon Margarita Gorbounova                      | Kanada            | 327%  | DNF          | DNF     | DNF |